# Sumeswar
Sumeswar o Sumesar és una serralada de muntanyes a Bihar als districtes de West Champaran i East Champaran, a la frontera amb Nepal, entre el riu Kudinadi i el Panchnad, amb, en total, uns 75 km de longitud.
El cim més alt és de poc més de 700 metres i l'altura mitjana d'uns 450 metres.
Pel pas de Kudi Nadi, a la part oriental, que porta a Deoghat a Nepal, fou utilitzat per les forces britàniques el 1815 en la Guerra Gurkha de 1814-1816. Altres passos són el Sumesar, Kapan i Harlan Harha.